# الإعدام في لبنان
عقوبة الإعدام هي عقوبة قانونية في لبنان، على الرغم من عدم تنفيذ أي عمليات إعدام منذ عام 2004.

## الجرائم المعاقب عليها بالاعدام
تشمل الجرائم التي يعاقب عليها بالإعدام في لبنان القتل العمد والتجسس وخيانة الوطن والإرهاب والتعاون مع القوات الإسرائيلية، وإذا كانت الجريمة شنيعة بما فيه الكفاية، الاغتصاب واغتصاب الأطفال والسطو الجماعي أو الاعتداء الجماعي الذي ينطوي على التعذيب، وإشعال الحرائق ضد أنواع معينة من الهياكل أو تخريب المباني. مرافق الاتصالات أو النقل أو الصناعة التي تسبب الوفاة، والاعتداء الجسيم الذي ينطوي على التعذيب، والجرائم المؤبدة مع العودة إلى الإجرام، واستيراد النفايات النووية/السامة، وتلويث الأنهار أو الممرات المائية بمواد ضارة وبعض الجرائم العسكرية (مثل الفرار من الخدمة).

## تاريخ
كان أول حكم بالإعدام عام 1947 بحق سعيد متري لطيف بسبب قتله الياس اسطفان، وآخر حكم اعدام في لبنان كان في 19 يناير 2004 حين أُعدم ثلاثة أشخاص داخل سجن رومية، اثنان رميًا بالرصاص وواحد شنقًا. وكانت هذه آخر حالة بعد توقف لبنان عن تنفيذ مثل هذه العقوبة دام أكثر من ست سنوات.
في 2023، عادت المطالبة بتفعيل العقوبة لاستفحال الجريمة في لبنان حسب المطالبين بذلك.